# Сборная Узбекистана по футболу (до 20 лет)
Юношеская сборная Узбекистана по футболу до 20 лет — национальная команда, представляющая Узбекистан на международных турнирах по футболу, в составе которой могут выступать футболисты Узбекистана в возрасте от 18 до 20 лет (U18 — U20). Сборная представляет Узбекистан на международных юношеских турнирах. Юношеская сборная находится под управлением Федерации футбола Узбекистана.

## История
Юношеская сборная до 20 лет представляет Узбекистан на Чемпионате мира по футболу среди молодёжных команд (U-20), Чемпионате Азии до 19 лет (U-19) и прочих турнирах.
Юношеская сборная Узбекистана до 19 лет 5 раз участвовала в Чемпионате Азии среди юношей до 19 лет. Первый успех пришёл к сборной в дебютном турнире в 2002 году. На первенстве континента, который проходил в Катаре, сборная заняла 4-е место, проиграв сначала по пенальти в полуфинале юношеской сборной Японии 2:4. В матче за третье место команда проиграла Саудовской Аравии 0:3. На юношеском первенстве Азии до 19 лет в 2008 году в Саудовской Аравии, сборная заняла 2-е место, проиграв в финале сборной ОАЭ.
Юношеская сборная Узбекистана до 20 лет 3 раза участвовала в Чемпионате мира по футболу среди молодёжных команд (U-20).
8 февраля 2011 года на заседании Конгресса Тренеров Узбекистана новым тренером сборной Узбекистана U-18 был назначен Ахмаджон Мусаев. Перед ним была поставлена задача вывести сборную страны (U-18) на Чемпионат Азии среди юношей до 19 лет в 2012 году. Сборная страны до 18 лет под руководством Мусаева успешна выступила на Чемпионате Азии U-20 2012, но не смогла пробиться в финал турнира, проиграв в полуфинале юношеской сборной Южной Кореи (U-19), которая затем стала чемпионом Азии. По итогам турнира, юношеская сборная пробилась на Чемпионат мира U-20, который прошёл в 2013 году в Турции. Подопечные Ахмаджона Мусаева удачно выступили в турнире: выйдя из группы команда переиграла в 1/8 финала Грецию 3:1, но затем в четвертьфинале проиграли будущему чемпиону турнира сборной Франции 0:4. После Чемпионата Мира 2013 в Турции тренерский штаб был распущен.
В конце декабря 2012 года юношескую сборную Узбекистана (U-18) возглавил Алексей Евстафеев, начав новый цикл юношеской сборной. Решение об этом было принято в ходе заседания тренерского Совета центра сборных команд ФФУ. Перед Евстафеевым была поставлена задача квалификации на Чемпионат Азии U-19 2014 в Мьянме. В 2013 году сборная U-18 успешно прошла отборочный цикл на Чемпионат Азии U-19, заняв 2-е место в группе A. 11 марта 2014 года новым главным тренером сборной У-19 стал Сергей Лущан, после того как Алексей Евстафеев покинул пост по собственному желанию. Сергей Лущан до этого работал главным тренером команды Бунёдкор-2. Лущан не долго проработал на этом посту. 6 июня 2014 года он оставил свой пост в связи с назначением на пост главного тренера Бунёдкора. На этом посту его сменил Равшан Хайдаров.
24 июня 2014 года ФФУ назначила Равшана Хайдарова новым главным тренером сборной до 19 лет. На Чемпионате Азии 2014 U-19 в Мьянме в октябре 2014 года, подопечные Хайдарова успешно прошли групповой этап и дошли до полуфинала турнира, где были разгромлены сборной Северной Кореи 0:5. Тем не менее сборная завоевала участие в молодёжном Чемпионате Мира до 20-лет в Новой Зеландии. На чемпионате Мира до 20 лет в Новой Зеландии подопечные Хайдарова вышли со второго места и в 1/8 финала уверенно обыграли сборную Австрии 2:0. В четвертьфинала турнира Узбекистан проиграл сборной Сенегала с минимальным счётом 0:1. Тем самым сборная до 20 лет повторила своё достижение чемпионата Мира 2013 где сборная остановилась на этом же этапе турнира.
2 марта 2017 года Александр Мочинов был назначен тренером сборной до 18 лет (1999—2000 года рождения). В квалификационном турнире к чемпионату Азии 2018 до 19 лет, который проходил в Таджикистане с 31 октября по 8 ноября 2017 года, сборная Узбекистана под руководством Мочинова не смогла пробиться в финальный турнир, уступив первое место группе сборной Таджикистана. Таким образом, сборная Узбекистана до 19 лет впервые с 2006 года не смогла пробиться на Чемпионат Азии до 19 лет.

## Основные турниры
| Год       | Результат              |
| --------- | ---------------------- |
| 1992-2000 | Не участвовала         |
| 2002      | 4-место                |
| 2004      | Четвертьфинал          |
| 2006      | Не прошла квалификацию |
| 2008      | 2-е место              |
| 2010      | Четвертьфинал          |
| 2012      | Полуфинал              |
| 2014      | Полуфинал              |
| 2016      | Четвертьфинал          |
| 2018      | Не прошла квалификацию |
| 2020      | Участвует как хозяйка  |
| 2023      | Чемпион                |

| Год  | Результат      |
| ---- | -------------- |
| 2003 | Групповой этап |
| 2009 | Групповой этап |
| 2013 | Четвертьфинал  |
| 2015 | Четвертьфинал  |

## Тренеры сборной
| - Виктор Борисов, U20 (2003) - Ахмаджон Убайдуллаев, U18- U20 (2007—2009) - Марат Кабаев, U18- U19 (2009—2010) - Ахмаджон Мусаев, U18- U20 (2011—2013) - Алексей Евстафеев, U18- U19 (2013—2014) | - Сергей Лущан, U19 (2014) - Равшан Хайдаров, U19-U20 (2014—2015) - Жасур Абдураимов, U18- U19 (2015—2016) - Александр Мочинов, U18 (2017) |  |

## Состав сборной
Следующий состав был вызван на Кубок Содружества 2013 в Санкт-Петербурге с 18 по 27 января.
| 1             | Асилбек Аманов        | 1 сентября 1993 (31 год)  | Пахтакор       |
| 12            | Ганишер Рахматуллаев  |                           | Машъал         |
| 21            | Бахадыр Мирсоатов     | 1993                      | Октепа Ташкент |
| Защитники     |                       |                           |                |
| 2             | Тохиржон Шамситдинов  | 9 февраля 1993 (32 года)  | Пахтакор       |
| 3             | Азамат Шарипов        |                           | Пахтакор       |
| 4             | Бобурбек Юлдашев      | 8 апреля 1993 (32 года)   | Локомотив      |
| 5             | Максимилиан Фомин     | 21 сентября 1993 (31 год) | Пахтакор       |
| 7             | Владимир Козак        | 12 июня 1993 (32 года)    | Пахтакор       |
| 14            | Джавлон Мирабдуллаев  | 19 марта 1994 (31 год)    | Бунёдкор       |
| 22            | Мухсинжон Убайдуллаев | 15 июля 1994 (31 год)     | Пахтакор       |
| 23            | Джалолиддин Саидов    | 26 января 1993 (32 года)  | Пахтакор       |
| Полузащитники |                       |                           |                |
| 6             | Аббосбек Махсталиев   | 12 января 1994 (31 год)   | Пахтакор       |
| 8             | Абдуллох Алимов       | 1993                      | Пахтакор       |
| 9             | Джахонгир Абдумуминов | 9 февраля 1993 (32 года)  | Машъал         |
| 10            | Джамшид Искандеров    | 16 октября 1993 (31 год)  | Пахтакор       |
| 11            | Абдул Азиз Юсупов     | 5 января 1993 (32 года)   | Пахтакор       |
| 13            | Сергей Рекун          | 6 февраля 1993 (32 года)  | Пахтакор       |
| 18            | Нурбек Нуритдинов     |                           | Насаф          |
| Нападающие    |                       |                           |                |
| 15            | Темур Хакимов         | 23 августа 1993 (31 год)  | Пахтакор       |
| 16            | Джасурбек Хакимов     |                           | Пахтакор       |
| 17            | Игорь Сергеев         | 30 апреля 1993 (32 года)  | Пахтакор       |
| 19            | Забихилло Уринбаев    | 30 марта 1995 (30 лет)    | Бунёдкор       |
| 20            | Ихтиёр Тошпулатов     | 4 марта 1993 (32 года)    | Машъал         |